# Into the Dark (serie televisiva)
Into the Dark è una serie televisiva antologica statunitense distribuita su Hulu dal 5 ottobre 2018 al 26 marzo 2021.
In Italia la serie viene distribuita su RaiPlay dal 20 luglio 2020 al 7 maggio 2021.

## Trama
Ogni episodio della serie è a sé stante e ispirato a una festività del mese in cui è stato pubblicato.

## Episodi
| Stagione         | Episodi | Pubblicazione USA | Pubblicazione Italia |
| ---------------- | ------- | ----------------- | -------------------- |
| Prima stagione   | 12      | 2018-2019         | 2020                 |
| Seconda stagione | 12      | 2019-2021         | 2021                 |

## Personaggi e interpreti

### Prima stagione

#### Episodio 1
- Wilkes, interpretato da Tom Bateman
- Maggie, interpretata da Rebecca Rittenhouse
- Dorothy, interpretata da Aurora Perrineau
- Allan, interpretato da David Hull
- Jack, interpretato da Ray Santiago
- Nick, interpretato da Harvey Guillen
- Agente Freer, interpretato da Max Adler

#### Episodio 2
- Henry Tooms, interpretato da Dermot Mulroney
- Kimberly Tooms, interpretata da Diana Silvers
- Dr. Helen Saunders, interpretata da Tembi Locke
- Rose Tooms, interpretata da Meredith Salenger

#### Episodio 3
- Wilson, interpretato da Nyasha Hatendi
- Melanie, interpretata da Latarsha Rose
- Finn, interpretato da Jon Daly
- Red, interpretato da Dale Dickey
- Ty, interpretato da Jonny Berryman

#### Episodio 4
- Alexis, interpretata da Suki Waterhouse
- Danielle, interpretata da Carly Chaikin
- Kayla, interpretata da Kirby Howell-Baptiste
- Chloe, interpretata da Melissa Bergland

#### Episodio 5
- Jennifer Robbins, interpretata da Natalie Martinez
- Guy / John Deakins, interpretato da Matt Lauria
- Eddie, interpretato da Arnie Pantoja
- Diane Sellers
- Ruby, interpretata da Christina Leone

#### Episodio 6
- Peter Rake, interpretato da Jimmi Simpson
- Lilith, interpretata da Mary McCormack
- Marie, interpretata da Shaunette Renee Wilson
- Becca Wheeler, interpretata da Maggie Lawson
- Elena, interpretata da Stephanie Beatriz
- Kara Wheeler, interpretata da Julianna Guill

#### Episodio 7
- Larry Adams, interpretato da Keir O'Donnell
- Chester Conklin, interpretato da Hayes MacArthur
- Rachel Adams, interpretata da Jessica McNamee

#### Episodio 8
- Spencer Harris, interpretato da Israel Broussard
- Ashley Prime, interpretata da Aurora Perrineau
- Marissa Cornell, interpretata da Dora Madison
- Parker, interpretato da Frank Whaley
- Dr. Victoria Harris, interpretata da Samantha Mathis

#### Episodio 9
- Nathan, interpretato da Clayne Crawford
- Clair, interpretata da Josephine Langford
- Maggie Singer, interpretata da Lia McHugh
- Val, interpretata da Robyn Lively

#### Episodio 10
- Marisol Ramirez, interpretata da Martha Higareda
- Santo Cristobal, interpretato da Richard Cabral
- Thomas, interpretato da Shawn Ashmore
- Betty, interpretata da Barbara Crampton
- George Atwood, interpretato da Creed Bratton

#### Episodio 11
- Corey Fogelmanis
- Annie Q
- Jessi Case
- Julian Works
- Philip Labes
- Hugo Armstrong

#### Episodio 12
- Jahkara Smith
- McKaley Miller
- Scott Porter
- Annalisa Cochrane
- Ciara Bravo
- Jim Klock
- T.C. Carter

## Produzione

### Sviluppo
Il 9 gennaio 2018, fu annunciato che Hulu aveva dato alla produzione un ordine di serie consistente in una prima stagione di dodici episodi. Ogni episodio doveva uscire un mese dopo l'inizio della serie. Si pensava che i primi dodici episodi della serie funzionassero come storie autonome, sebbene ci si aspettasse che qualche dispositivo narrativo o strutturale li collegasse.
Il 2 maggio 2018, venne annunciato che la serie si sarebbe chiamata Into the Dark e che avrebbe debuttato il 5 ottobre dello stesso anno.
Il primo episodio, intitolato The Body è stato diretto da Paul Davis che ha co-scritto la sceneggiatura con Paul Fisher. Davis e Fisher sono stati annunciati come produttori dell'episodio.
Il secondo episodio, Flesh & Blood è stato diretto da Patrick Lussier. L'11 ottobre 2018, lo scenografo Cecil Gentry ha rivelato in un'intervista a Dead Entertainment che stava lavorando a 10 dei 12 episodi della serie, e che un episodio centrato sul Natale intitolato Pooka! sarebbe stato rilasciato verso dicembre. È stato anche annunciato un episodio dal titolo I'm Just Fucking with You, previsto per il 5 aprile 2019 e diretto da Adam Mason. Inoltre sono stati annunciati altri episodi School Spirit, "New Year, New You", Down" e "Treehouse".
Successivamente è stato annunciato che Daniel Stamm avrebbe diretto Down e che James Roday avrebbe scritto e diretto Treehouse.

### Casting
Contemporaneamente all'annuncio della serie, venne confermato che Tom Bateman, Rebecca Rittenhouse, Aurora Perrineau, David Hull e Ray Santiago sarebbero stati protagonisti del primo episodio della serie e che Dermot Mulroney, Diana Silvers e Tembi Locke sarebbero stati i protagonisti del secondo. Il 12 novembre 2018, fu annunciato che Nyasha Hatendi sarebbe stata la protagonista del terzo episodio. Il 7 dicembre 2018, venne riferito che Suki Waterhouse, Carly Chaikin, Kirby Howell-Baptiste e Melissa Bergland avrebbero recitato nel quarto episodio. Il 18 dicembre 2018, venne annunciato che Natalie Martinez, Matt Lauria, Arnie Pantoja, Diane Sellers e Christina Leone avrebbero recitato nel quinto episodio, mentre Jimmi Simpson, Mary McCormack, Shaunette Renee Wilson, Maggie Lawson, Stephanie Beatriz, Julianna Guill, Michael Weston, Amanda Walsh, Sutton Foster e Cass Bugge nel sesto.

## Promozione

### Marketing
Il 13 settembre 2018, fu pubblicato il primo trailer della serie, pubblicizzando l'episodio principale The Body. Il 1º ottobre 2018, fu pubblicato un secondo trailer per l'episodio. Il 24 ottobre 2018 è stato pubblicato un trailer dell'episodio Flesh and Blood. Il 26 novembre 2018, venne pubblicato il trailer dell'episodio Pooka!, seguito il 6 dicembre, da una clip. Il 12 dicembre 2018 è stata pubblicata una serie di immagini di New Year, New You. Cinque giorni dopo è stato pubblicato il trailer ufficiale dell'episodio. Il 23 dicembre 2018 è stata pubblicata una serie di immagini dell'episodio Down.

## Distribuzione

### Anteprima
Il 21 settembre 2018, la serie ha avuto la sua prima mondiale durante l'annuale Los Angeles Film Festival a Los Angeles, in California, con una proiezione dell'episodio The Body al Writers Guild Theatre.

### Trasmissione
L'11 ottobre 2018 è stato annunciato che la Sony Pictures Television aveva acquisito i diritti internazionali della serie. La Sony avrebbe dovuto portare la serie in vendita a livello internazionale e iniziare i suoi sforzi di vendita al mercato Mipcom di Cannes la settimana seguente.

## Accoglienza
La serie è stata accolta positivamente dalla critica. Sull'aggregatore di recensioni Rotten Tomatoes ha un indice di gradimento del 63% con un voto medio di 5,96 su 10, basato su 15 recensioni. Il commento consensuale del sito recita "Into the Dark è un'antologia degna di orrore, che offre agli spettatori una selezione di racconti gotici terrificanti e spiritosi come un vassoio di bonbon con delle ragnatele, creando un ossequio spettrale per Halloween".
Lorraine Ali del Los Angeles ha dato una recensione mista, scrivendo: "Questa serie si avvia in modo incerto rispetto alle prime due puntate, quindi è discutibile se i fan avranno la volontà o vorranno aspettare quattro o più settimane tra un episodio e l'altro".
| nº | Rotten Tomatoes      |
| -- | -------------------- |
| 1  | 58% (26 recensioni)  |
| 2  | 67% (12 recensioni)  |
| 3  | 86% (14 recensioni)  |
| 4  | 93% (15 recensioni)  |
| 5  | 73% (15 recensioni)  |
| 6  | 50% (10 recensioni)  |
| 7  | 58% (12 recensioni)  |
| 8  | 75% (8 recensioni)   |
| 9  | 64% (11 recensioni)  |
| 10 | 100% (16 recensioni) |
| 11 | 50% (6 recensioni)   |
| 12 | 63% (8 recensioni)   |

| nº | Rotten Tomatoes     |
| -- | ------------------- |
| 1  | 75% (12 recensioni) |